# Natuur & Milieu
Natuur & Milieu (ook wel bekend als Stichting Natuur en Milieu, soms afgekort tot N&M en vroeger SNM) is een Nederlandse natuurbeschermings- en milieuorganisatie. Zij zet zich in voor een 'duurzame toekomst voor iedereen'. De organisatie verklaart op de website tot doel te hebben: een klimaatneutrale samenleving in 2037 en herstel van de biodiversiteit. De huidige directeur is Marjolein Demmers.

## Geschiedenis
De organisatie in 1972 opgericht door vier natuur- en milieuorganisaties; de Contact-Commissie voor Natuur- en Landschapsbescherming (CC; de belangrijkste voorganger), de Nederlandse Vereniging tegen Water-, Bodem- en Luchtverontreiniging (NVWBL), de Stichting Centrum Milieuzorg (SCM) en de Vereniging Natuurmonumenten. De eerste drie gingen geheel op in de Stichting. De vierde, Natuurmonumenten, ging onafhankelijk verder. De eerste directeur was Peter Nijhoff. 

## Werkwijze en organisatie
De werkwijze is herhaaldelijk aangepast. Van oudsher was politieke lobby belangrijk. Daarnaast waren kennisontwikkeling, ondersteuning van verwante groepen en publieksacties van belang. De stichting stond aan de wieg van de Provinciale Milieufederaties. In de jaren 1980 werd Lucas Reijnders een bekende woordvoerder.
Lange tijd gaf de stichting een tijdschrift uit, aanvankelijk Natuur & Milieu geheten (later Terra), opvolger van het blad Natuur & Landschap. Inmiddels is dit vervangen door een tweejaarlijkse krant genaamd Update. Mede door het wegvallen van overheidssubsidies is de stichting steeds meer een projectorganisatie geworden.
Natuur & Milieu richt zich op het versterken van samenwerking tussen de politiek, bedrijven, milieuorganisaties en andere belangenorganisaties waar het gaat om natuur en milieu. Ook voert de organisatie publieksacties. Ze richt zich op vier thema's: mobiliteit, energie, voedsel en grondstoffen. In het verleden richtte de organisatie zich ook op veiligheid.